# La Torrocella d'Alcanyís
La Torrocella d'Alcanyís (en aragonès: Torrociella d'Alcanyiz, en castellà: Torrecilla de Alcañiz) és un municipi de l'Aragó, a la comarca del Baix Aragó.